# San Cono (Sicília)

Ubicació de San Cono dins de la província

San Cono (sicilià Santu Conu) és un municipi italià, dins de la ciutat metropolitana de Catània. L'any 2008 tenia 2.961 habitants. Limita amb els municipis de Mazzarino (CL), Piazza Armerina (EN) i San Michele di Ganzaria.

## Administració
| Període | Identitat    | Partit        |
| ------- | ------------ | ------------- |
| 2008-   | Nunzio Drago | Llista cívica |

## Galeria d'imatges

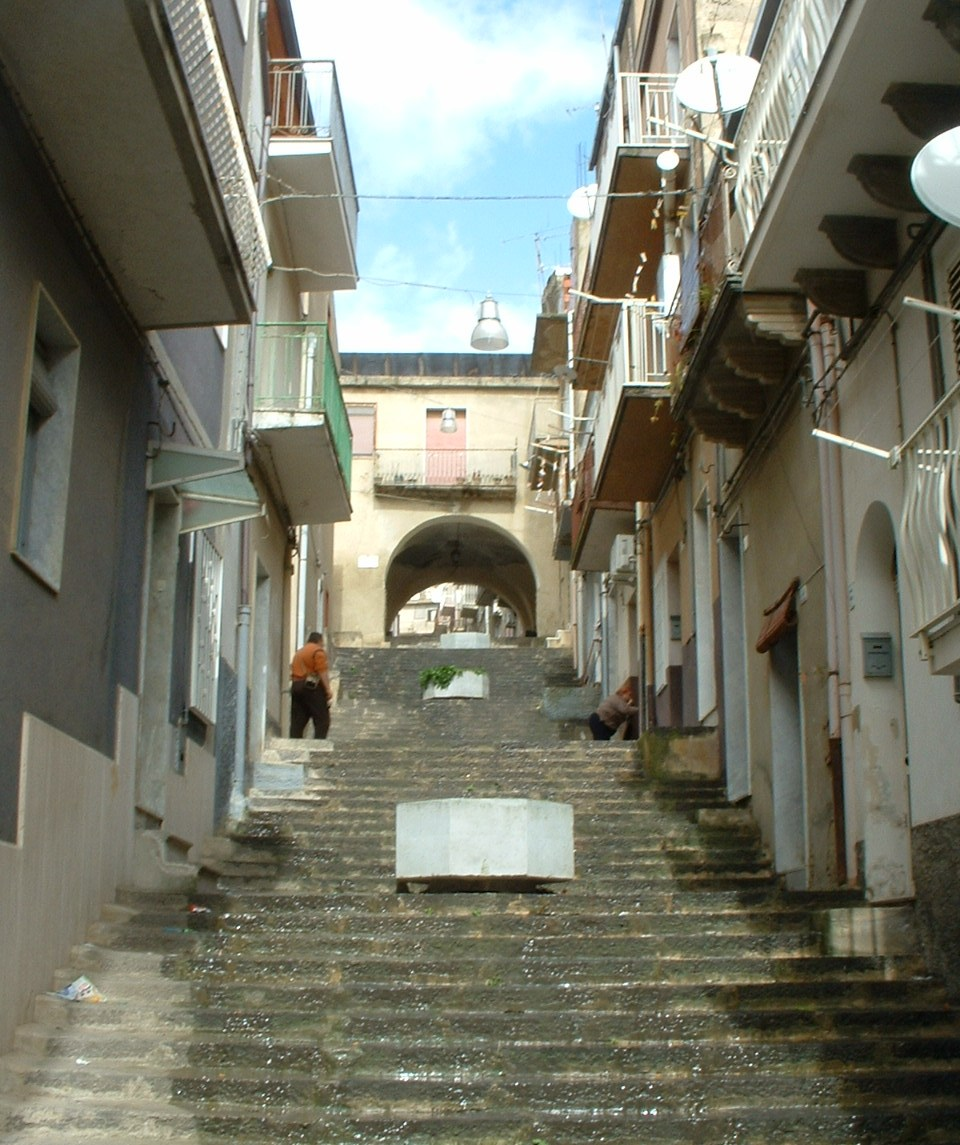
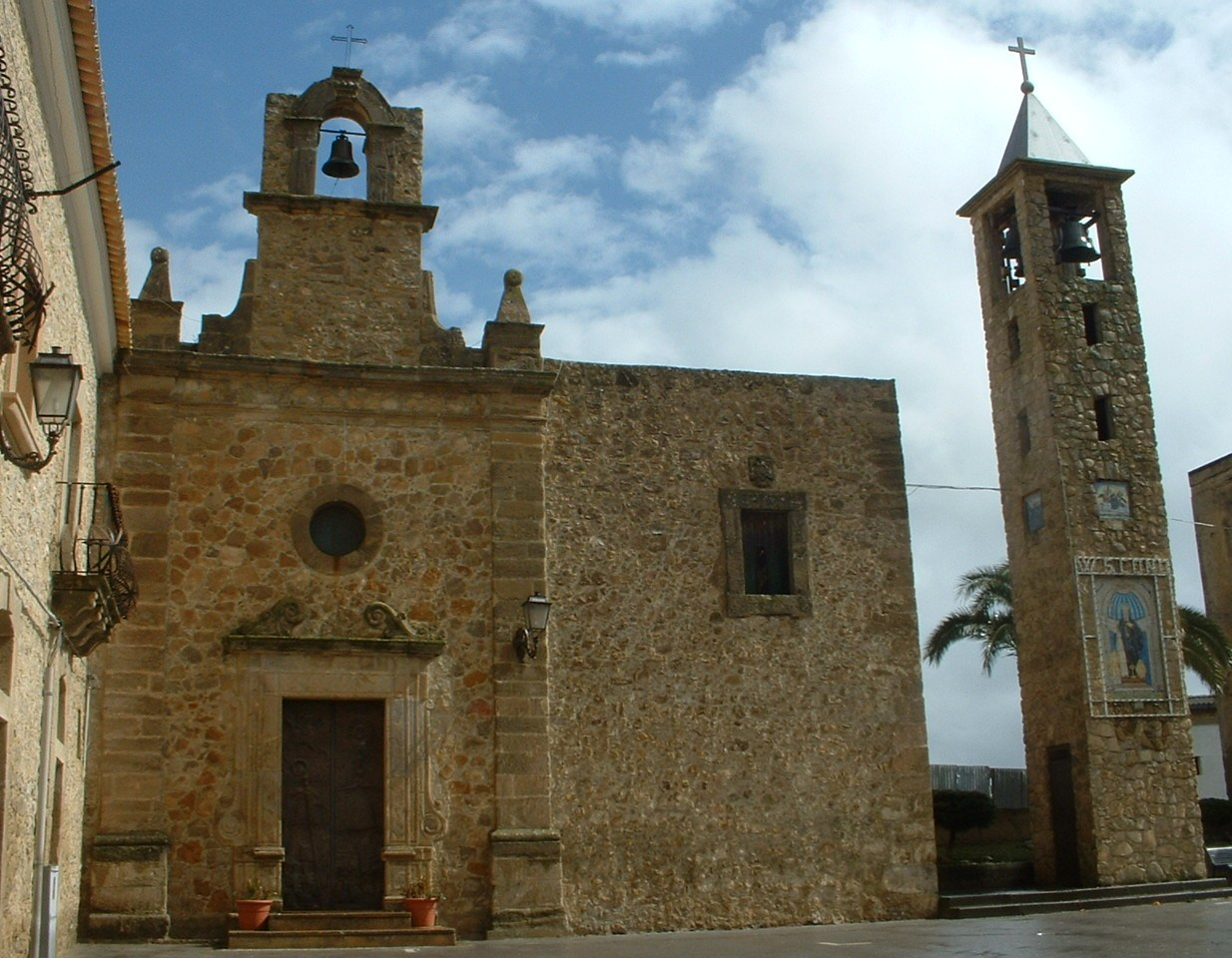
Església del Spirito Santo
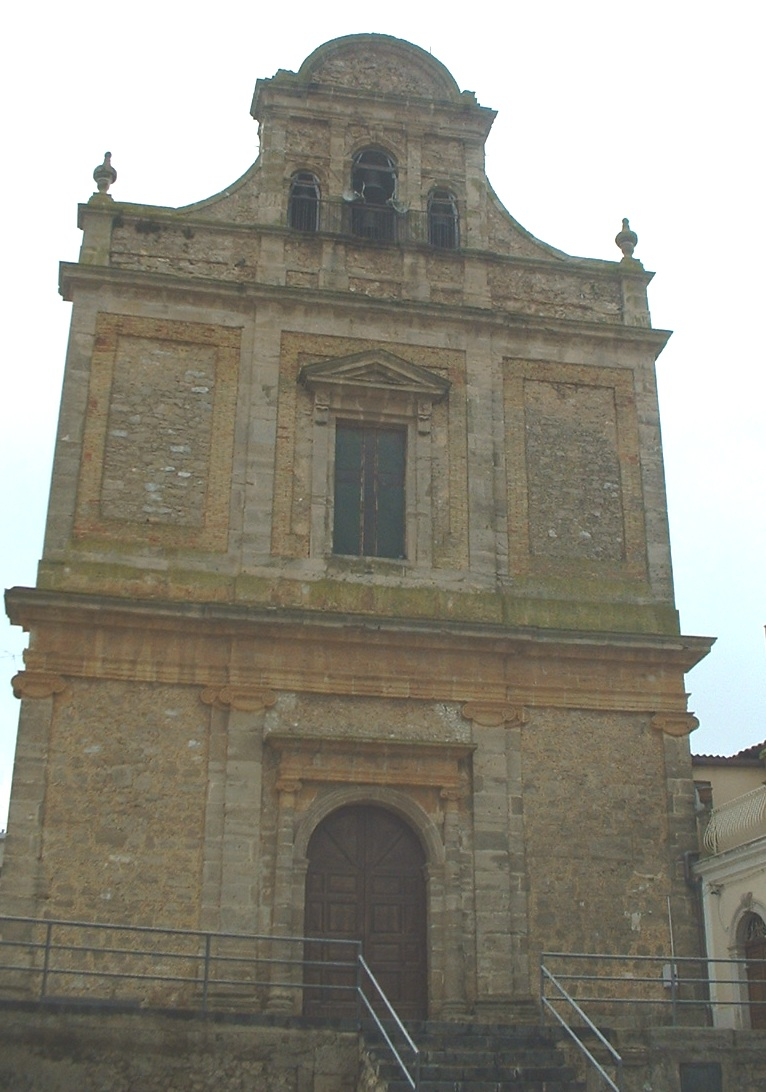
Església mare